# Генетическая архитектура
Генетическая архитектура —  генетическая основа фенотипического признака и его вариационных свойств. Фенотипическая изменчивость количественных признаков на самом базовом уровне является результатом сегрегации аллелей в локусах количественных признаков (QTL). Факторы окружающей среды и другие внешние воздействия также могут играть роль в фенотипических вариациях. Генетическая архитектура — это широкий термин, который можно описать для любого конкретного человека на основе информации о количестве генов и аллелей, распределении аллельных и мутационных эффектов, а также моделях плейотропии, доминирования и эпистаза.
Существует несколько различных взглядов на генетическую архитектуру. Некоторые исследователи признают, что взаимодействие различных генетических механизмов невероятно сложно, но полагают, что эти механизмы можно усреднить и рассматривать более или менее как статистический шум. Другие   утверждают, что каждое взаимодействие генов значимо и что необходимо измерять и моделировать эти индивидуальные системные влияния на эволюционную генетику.

## Приложения

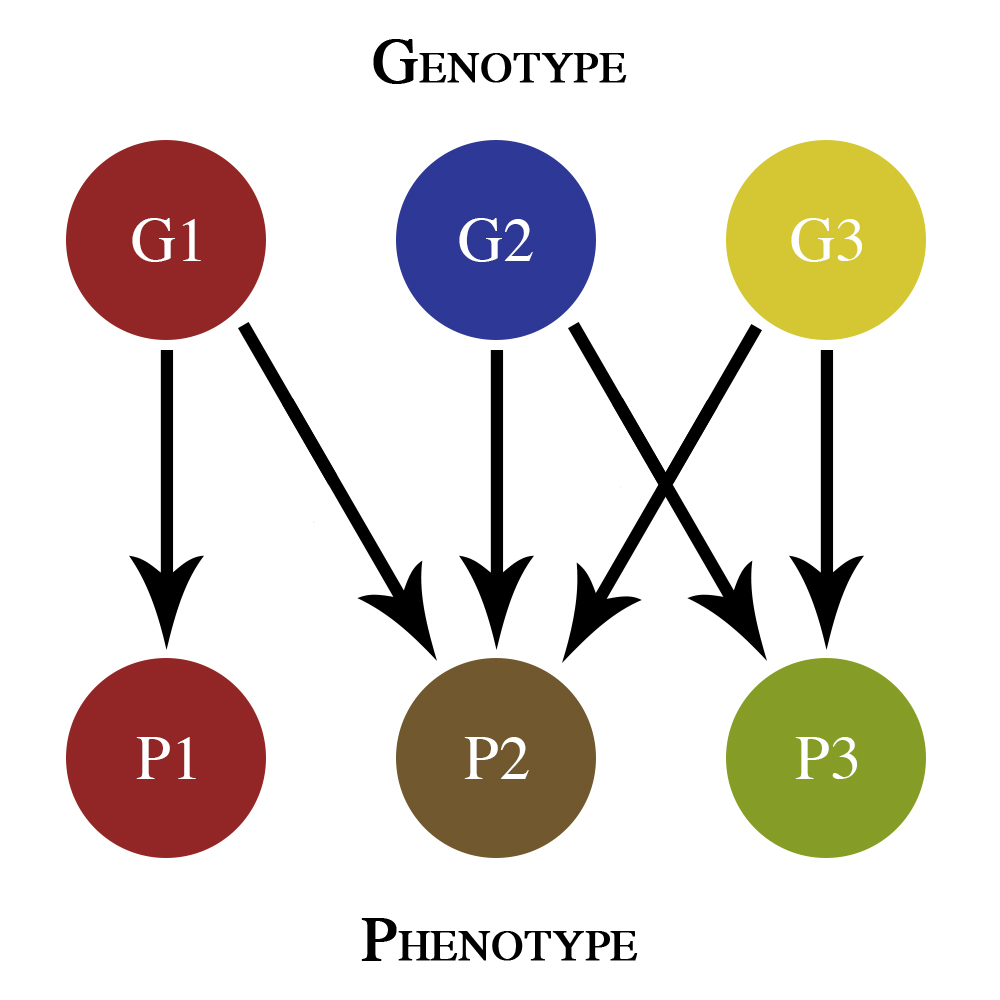
Упрощенная карта генотип-фенотип

Генетическая архитектура может изучаться и применяться на различных уровнях. На самом базовом, индивидуальном уровне, генетическая архитектура описывает генетическую основу различий между особями, видами и популяциями. Это может включать, среди прочего, то, сколько генов участвует в определенном фенотипе и как взаимодействия генов, такие как эпистаз, влияют на этот фенотип. Для изучения этих различий можно использовать анализ перекрестных линий и анализ QTL. Это, пожалуй, наиболее распространенный способ изучения генетической архитектуры, и хотя он полезен для получения фрагментов информации, он обычно не дает полной картины генетической архитектуры в целом.
Генетическая архитектура также может быть использована для обсуждения эволюции популяций.  Классические модели количественной генетики, такие как разработанные Р.А. Фишером, основаны на анализе фенотипа с точки зрения вклада различных генов и их взаимодействий.  Генетическая архитектура иногда изучается с использованием карты генотип-фенотип,  графически отображающей взаимосвязи между генотипом и фенотипом.
Генетическая архитектура важна для понимания эволюционной теории, поскольку она описывает фенотипические вариации в лежащих в ее основе генетических терминах и, таким образом, дает информацию об эволюционном потенциале этих вариаций. Таким образом, генетическая архитектура может дать ответы на вопросы о видообразовании, эволюции пола и рекомбинации, выживании небольших популяций, инбридинге, понимании болезней, селекции животных и растений и многом другом.

## Эволюционность
Эволюционность определяется как способность развиваться. С точки зрения генетики, эволюционность — это способность генетической системы производить и поддерживать потенциально адаптивные генетические варианты. Существует несколько аспектов генетической архитектуры, которые в значительной степени способствуют развитию системы, включая автономию, изменчивость, координацию, эпистаз, плейотропию, полигению и устойчивость.
- Автономия: существование квазинезависимых организмов с потенциалом эволюционной автономии[5]
- Изменчивость: возможность возникновения генетической мутации.
- Координация:  развитие, в ходе которого происходит одновременно множество различных генетических процессов и изменений.
- Эпистаз : явление, при котором один ген зависит от присутствия одного или нескольких генов-модификаторов.
- Полигения : явление, при котором несколько генов способствуют определенному фенотипическому признаку.
- Плейотропия : явление, при котором один ген влияет на одну или несколько фенотипических характеристик.
- Устойчивость : способность фенотипа оставаться постоянным, несмотря на генетические мутации.

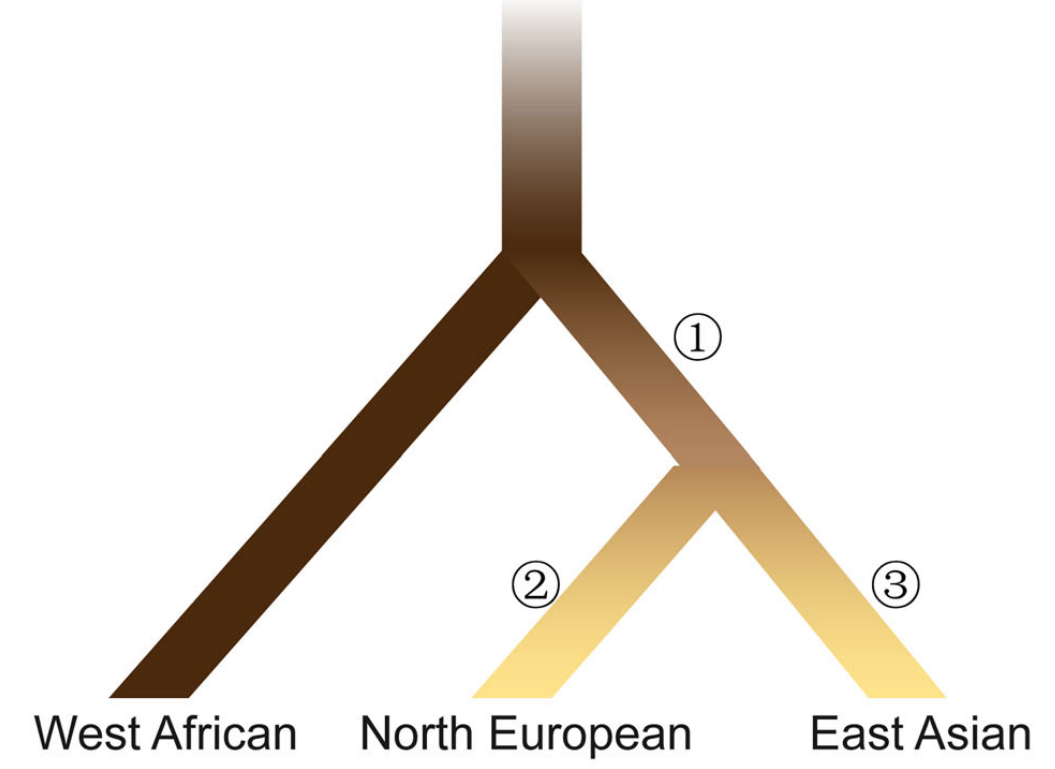
Схематическая основа эволюционной истории, лежащая в основе современных фенотипических изменений пигментации кожи человека, основанная на сходствах и различиях, обнаруженных в различных генотипах.

В исследовании, опубликованном в 2006 году, филогения использовалась для сравнения генетической архитектуры разного цвета кожи человека. В этом исследовании исследователи смогли предложить схематическую основу для эволюционной истории, лежащей в основе современных фенотипических изменений пигментации кожи человека, на основе сходств и различий, которые они обнаружили в генотипе (наилл).
Эволюционная история является важным фактором в понимании генетической основы любого признака, и это исследование было одним из первых, в котором эти концепции использовались парно для определения информации о базовой генетике фенотипического признака.
В 2013 году группа исследователей использовала полногеномные исследования ассоциаций (GWAS) и полногеномные исследования взаимодействия (GWIS) для определения риска врожденных пороков сердца у пациентов с синдромом Дауна  — генетическим заболеванием, вызванным трисомией 21 хромосомы человека. Текущая гипотеза относительно фенотипов врожденных пороков сердца у людей с синдромом Дауна заключается в том, что три копии функциональных геномных элементов на хромосоме 21 и генетические вариации хромосомы 21 и ее нехромосомных локусов предрасполагают пациентов к аномальному развитию сердца. Это исследование выявило несколько локусов риска врожденных пороков сердца у людей с синдромом Дауна, а также три области вариации числа копий (CNV), которые могут способствовать врожденным порокам сердца у людей с синдромом Дауна.
Многочисленные и разнообразные исследования генетической архитектуры используют аналогичные типы анализа для получения конкретной информации о локусах, участвующих в создании фенотипа. Исследование иммунной системы человека в 2015 году использует те же общие концепции для идентификации нескольких локусов, участвующих в развитии иммунной системы, но, как и другие исследования, изложенные здесь, не учитывает другие аспекты генетической архитектуры, такие как воздействия окружающей среды. К сожалению, многие другие аспекты генетической архитектуры по-прежнему трудно оценить количественно.
Хотя существует несколько исследований, направленных на изучение других аспектов генетической архитектуры, современные технологии мало способны связать все части для построения действительно всеобъемлющей модели генетической архитектуры. Например, в 2003 году исследование генетической архитектуры и окружающей среды смогло показать связь социальной среды с изменением размера тела у Drosophila melanogaster. Однако это исследование не смогло установить прямую связь с конкретными генами, участвующими в данном изменении.

## Перспективы
Существует мнение, что знание генетической архитектуры, общей для всего живого на планете, открывает широкие перспективы для синтетической биологии и открывает возможность для развития промышленной эволюции.